# Vestalis venusta
Vestalis venusta е вид водно конче от семейство Calopterygidae. Видът не е застрашен от изчезване.

## Разпространение
Разпространен е в Китай (Анхуей, Гуандун, Гуанси, Джъдзян, Дзянси и Съчуан).

## Описание
Популацията на вида е стабилна.